# Dinocheirus tenoch
Espèce
Dinocheirus tenoch est une espèce de pseudoscorpions de la famille des Chernetidae.

## Distribution
Cette espèce est endémique du Mexique.

## Publication originale
- Chamberlin, 1929 : Dinocheirus tenoch, an hitherto undescribed genus and species of false Scorpion from Mexico (Arachnida-Chelonethida). Pan-Pacific Entomologist, vol. 5, no 4, p. 171-173 (texte intégral).